# Suncus mertensi
Suncus mertensi là một loài động vật có vú trong họ Chuột chù, bộ Soricomorpha. Loài này được Kock mô tả năm 1974.